# Plethodon cylindraceus
Plethodon cylindraceus är en groddjursart som först beskrevs av Harlan 1825.  Plethodon cylindraceus ingår i släktet Plethodon och familjen lunglösa salamandrar. IUCN kategoriserar arten globalt som livskraftig. Inga underarter finns listade i Catalogue of Life.